# World Trade Center Memorial
National September 11 Memorial & Museum er et mindesmærke for de mennesker der mistede livet under angrebet af World Trade Center den 11. september 2001. Det stod færdigt den 11. september 2011, hvor ofrenes familier fik adgang. Den 12. September 2011 blev museet åbnet for offentligheden. 
I august 2006 påbegyndte World Trade Center Memorial Foundation og Port Authority of New York and New Jersey projektet September 11 Memorial & Museum.
World Trade Center Memorial Foundation blev omdøbt til National September 11 Memorial & Museum i 2007. Vinderen af designerkonkurrencen for mindesmærket var den israelsk-amerikanske arkitekt Michael Arad.
Uidentificerede ligdele fra Ground Zero er begravet på bunden af hvor det nordlige tårn engang stod. På gadeplan,  foreslog arkitekt Michael Arad, med hjælp fra landskabsarkitekt Peter Walker, en brostensplads med mos og græs, beplantet med hvide fyrretræer. "Dette design viser et rum, der giver genlyd med en følelse af tab og fravær, der blev genereret af død og ødelæggelse ved World Trade Center", forklarede Michael Arad i sin redegørelse.